# Family Frost

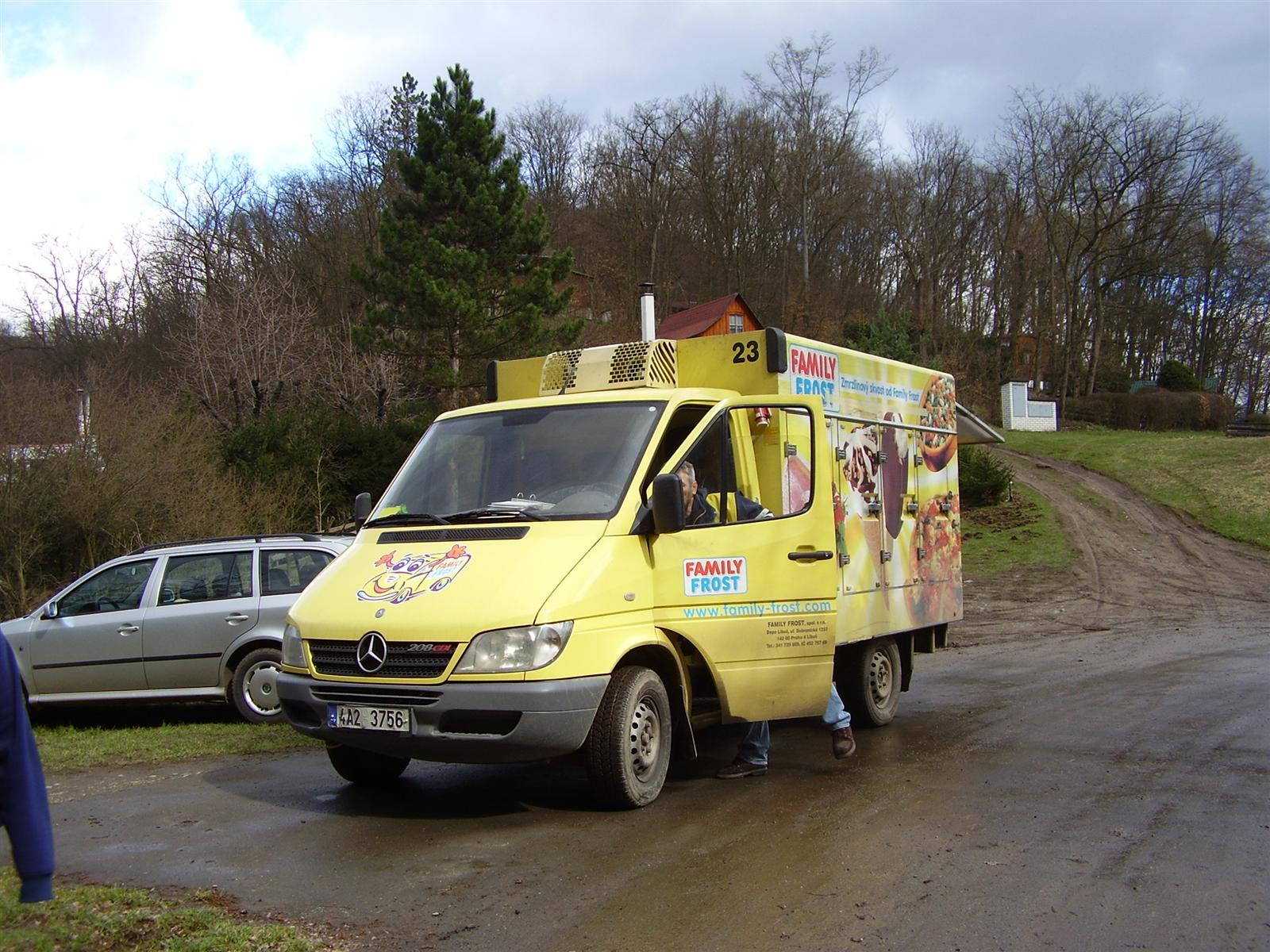
Furgonetka Family Frost

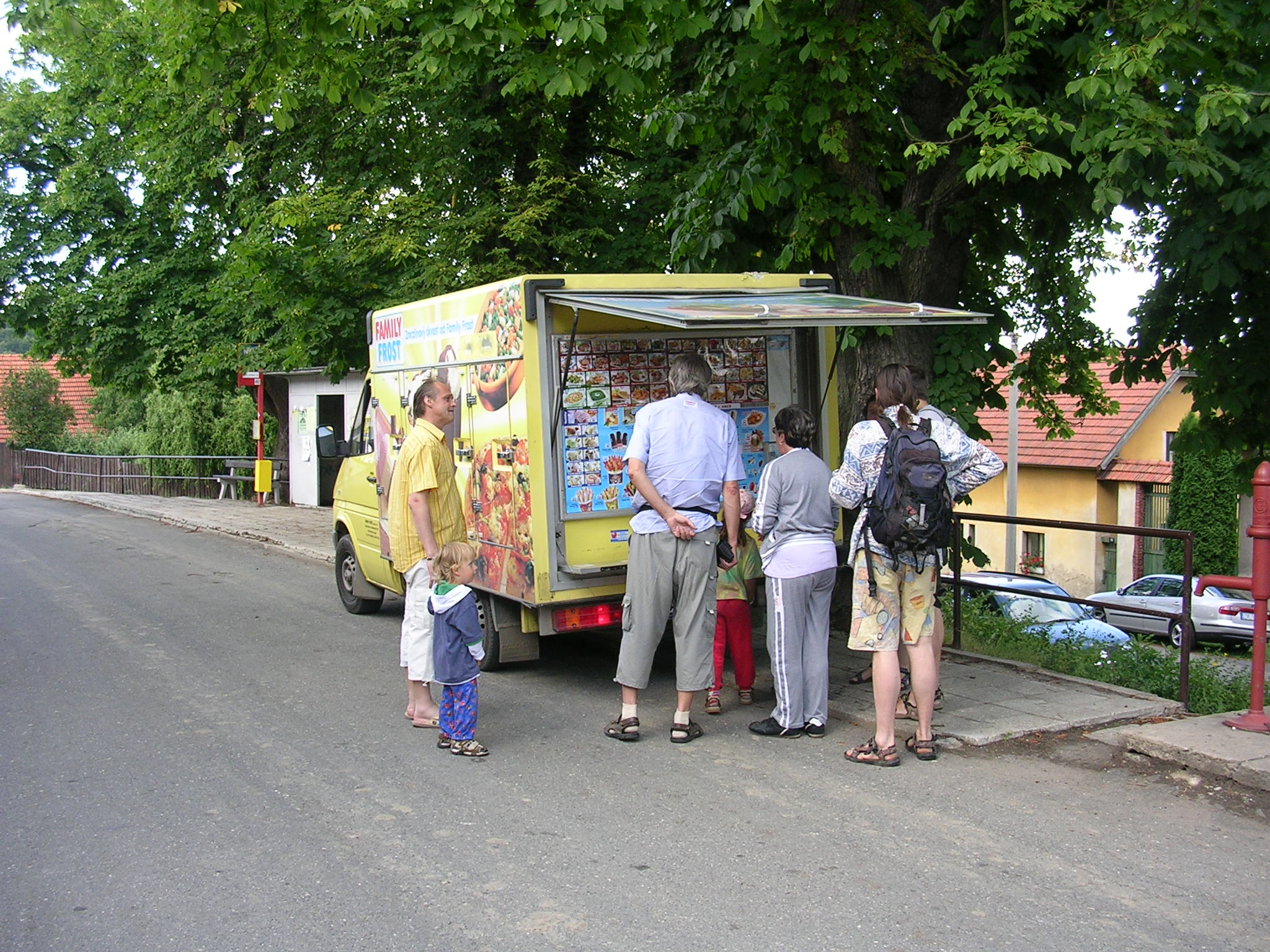
Samochód Family Frost z tyłu

Family Frost – sieć mobilnych sklepów zajmująca się sprzedażą produktów mrożonych takich jak lody, pizze oraz warzywa. 
Firma sprzedaje swoje towary za pomocą żółtych furgonetek które wydają charakterystyczną melodię, opartą na szwedzkiej piosence ludowej "Storm och böljor tystnar'en". Samochody Family Frost można było spotkać głównie w małych miastach oraz wsiach, ale pojawiały się także w większych aglomeracjach. W latach 90. firma posiadała swoje bazy w całej Polsce.
Family Frost funkcjonuje także w Niemczech, Portugalii, Hiszpanii, Słowenii, na Węgrzech oraz w Czechach.

## Historia
Firma powstała w Niemczech w 1990 roku jako Milchhof Eiskrem GmbH & Co KG Mettmann. Początkowo zajmowała się jedynie dystrybucją lodów, z czasem rozszerzyła asortyment o inne produkty mrożone. W 1992 roku firma zaczęła dystrybucję w Polsce, a także w Czechach oraz na Węgrzech
Do 2002 roku właścicielem firmy było Schöller. W 2002 roku przedsiębiorstwo zostało przejęte przez Nestlé, natomiast od 2008 roku właścicielem firmy jest niemiecki koncern Eismann.
Obecnie furgonetki Family Frost są w Polsce rzadko spotykane. Polski oddział firmy został przejęty przez firmę Jago.